# 坂戸城
坂戸城（さかどじょう）は、新潟県南魚沼市にあった日本の城（山城）。坂戸山山頂（標高634メートル）に本丸、麓に平時の居館跡の遺構が見られ、魚野川をはさんで、三国街道を見下ろす交通上の要地に位置する。1979年（昭和54年）6月11日、国の史跡に指定された。

## 概要
上田長尾氏ゆかりの城として知られており、長尾政景や上杉景勝の居城として名高い。上杉謙信の姉仙桃院の嫁ぎ先でもある。また上杉景勝が会津へ移され、かわって堀氏が越後に入ると、堀直寄が坂戸城主を務めたことで知られる。

## 沿革

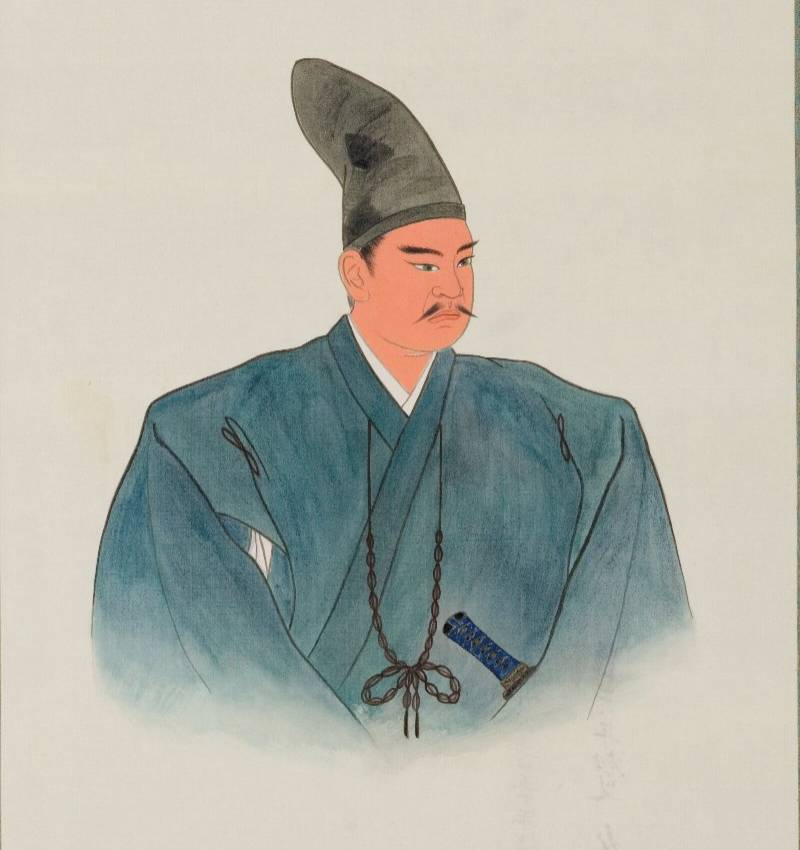
上杉謙信の養子上杉景勝

中世越後の魚沼郡南部（南魚沼郡）には上田荘があり、鎌倉時代頃には清和源氏流新田氏一族の勢力下にあって、当時、荘の中心を扼する坂戸山に城郭が築かれていたものとも推定されるが、本格的な造営は南北朝時代にはいって以降のことと考えられている。
南北朝動乱において、北朝方に立った上杉氏は、越後国南部から南朝方に属した新田氏らを放逐し、上杉憲顕のときに越後の守護に任じられたが、その家臣長尾高景の一族の者が、文和年間（1352年-1355年）に上田荘を領し、上田長尾氏を称して、坂戸山を居城にしたと伝承される。こののち上田長尾氏は、守護代の長尾氏とならんで越後国に枢要な位置を占めた。その居城である坂戸城は、越後府中（現在の上越市直江津地区）と関東平野を結ぶ陸上交通の抑えとして、また、魚野川を利用した河川交通の要所として、さらに魚沼の穀倉地帯を擁する経済上の要地として、重要な役割を担うこととなった。
守護代長尾為景は、永正4年（1507年）、越後の国人衆を糾合して守護上杉房能を排斥し、永正7年（1510年）には関東管領上杉顕定をも長森原の戦いにおいて敗死させて越後一国に覇を唱えた。上田長尾氏は守護代長尾氏に対して一定の独立性を保持したものの、為景の死後、長尾景虎（上杉謙信）が越後国主となるにおよび、天文20年（1551年）には上田長尾氏の長尾政景が上杉謙信に坂戸城を包囲され、謙信に誓詞を提出して、その軍門に降ったとされる。なお、その後、政景は立身するものの、永禄7年（1564年）、付近の野尻池にて琵琶嶋城主宇佐美定満（下平吉長とも）との舟遊び中に定満とともに謎の死を遂げている。

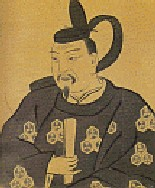
上杉景勝の重臣直江兼続

謙信の死後政景の子で謙信の養子となっていた上杉景勝と、後北条氏出身の上杉景虎との家督争い御館の乱が勃発する。景虎の要望に応えて出陣した北条氏照・氏邦（景虎の兄）らは入越すべく、三国峠を越えて坂戸城を指呼の間に望む樺沢城を奪取し、坂戸城攻略に着手した。しかし景勝方はよく守り、また冬が近づいてきたこともあって、北条勢は樺沢城に氏邦・北条高広らを置き、北条景広を遊軍として残置しての撤退を強いられた。そして景虎は翌年滅亡、北条勢の越後への侵入をこの城で阻んだことが景勝方の勝利の大きな要因となった。
乱を制して景勝が春日山城主になると、父が政景の家臣であった樋口兼続（のちの直江兼続）をはじめとする「上田衆」が景勝の直臣団を構成するようになり、同時に、坂戸城は、春日山城の有力な支城として領国経営の重要拠点となった。兼続も坂戸城主に任じられている。
景勝は、天正10年（1582年）に越中方面で織田信長の軍勢と交戦しており、その際、上野国厩橋城（群馬県前橋市）から越後に侵入した滝川一益の軍勢とも戦っているが坂戸城は持ちこたえている。
慶長3年（1598年）、景勝は陸奥国の会津地方に転封となり、かわって越前国から堀秀治が越後に入部すると、坂戸城には、秀治の家臣堀直寄が入り、上田3万石を領した。直寄は坂戸城を山麓の居館部を中心に近世城郭へと改修している。
慶長14年（1609年）に堀直寄が信濃国飯山に移されたのち、坂戸城は廃却された。

## 立地と縄張り
室町時代の坂戸が、交通上、経済上の要地であったことは上述の通りであるが、さらに同時代にあっては、越後国も上野国もともに関東管領山内上杉氏の分国だったため、関越間の交通もまた頻繁だったこと、また、当時の魚沼地方には上田銀山があって越後随一の銀の産出をほこってもいたことは、戦国時代に入ると、また激しい争奪の対象ともなったことを意味していた。

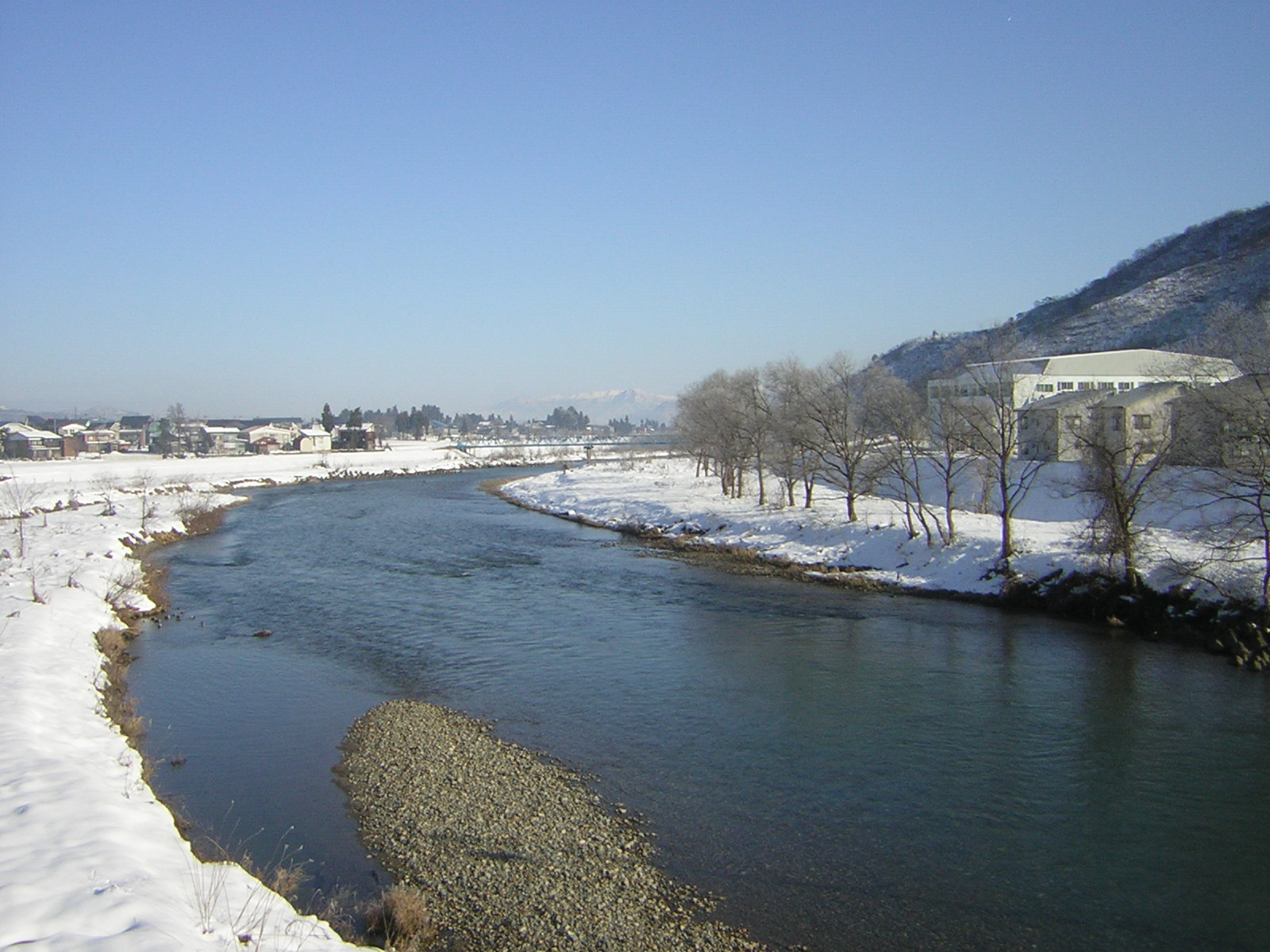
南魚沼市を流れる魚野川

その軍事拠点たる坂戸城は、魚野川をはさんで、三国街道を見下ろす坂戸山に立地している。坂戸山は、山麓との比高は400mを超え、六日町盆地を流れる魚野川と三国川の合流点に向かって半島状に突出しており、北、東、西の三方は急崖をなし、西裾を流れる魚野川が天然の外堀として軍事上の防禦線となっている。
西麓の緩斜面に、城主の居館跡と家臣団の屋敷跡があり、東西110メートル、南北80メートルの城主居館跡は矩形をなし、その周囲は土塁がめぐり、特に西側正面には、高さ約2メートルの石垣がきわめて良好に遺存している。なお、家臣屋敷跡の前面、魚野川との間には「埋田」（うめた）と称される堀跡が残っている。
城主居館跡の南方、「薬師尾根」と称される尾根の中腹には「中屋敷」跡と呼ばれる東西約40メートル、南北約50メートルの区画があり、また、居館跡から東方、山上の尾根に向かう大手道を上った通称「桃の木平」には東西30メートル、南北120メートルと長狭な「上屋敷」跡がある。
戦闘時に使用する坂戸山頂上付近の「本丸」は、標高634メートルの平坦地でそれほど高所に位置するわけではないが、湧水が7合目付近でも得られることから、戦略上の価値はきわめて高かったと推定される。
「本丸」から北に延びる尾根上に「二の丸」「三の丸」などと称される主要郭跡が残っているほか、南東方向の搦手にも郭跡がみられる。南東尾根の先端、標高631メートル地点には「詰の丸」と呼称される平坦地があり、土塁が遺存している。
なお、山上尾根の要所には大規模な堀切があり、また、「本丸」東方斜面には石垣が遺存する。このほか、山頂から南西に延びる尾根の標高500メートル地点付近には「西の丸」跡がある。「西の丸」から尾根先端、寺ヶ鼻の「出丸」跡までの約2キロメートルの間に100基以上の畝状竪堀が築かれている。

## 周辺情報
坂戸山の山麓には長尾政景墓所と上杉景勝・直江兼続の生誕碑がある。また、山頂には天正14年（1586年）、直江兼続の勧請によるとの伝承をもつ富士権現が祀られている。現在、坂戸山は登山道が整備され、多くのハイカーで賑わっている。山開きは毎年6月30日におこなわれる。 
坂戸山の山麓周辺一帯には、現在、南魚沼市六日町地域の温泉街や市街地が広がっている。

## 登山口までのアクセス
- 新潟県南魚沼市六日町坂戸
  - 関越道-六日町インターチェンジから車で約10分
  - JR上越線・北越急行ほくほく線 六日町駅から東へ徒歩約20分